# Sorsor
Sorsor è un comune dell'Azerbaigian situato nel distretto di Kürdəmir.